# Megupsilon aporus
Megupsilon aporus là một loài cá đã tuyệt chủng thuộc họ Cyprinodontidae. Nó là loài đặc hữu của México. Hiện nó đã tuyệt chủng trong tự nhiên với các mẫu vật chỉ còn sống sót trong hai bể cá.